# Akkalasamische Sprache
Akkalasamisch ist eine Sprache der östlichen Gruppe der samischen Sprachen und gehört damit zur finno-ugrischen Hauptgruppe innerhalb der uralischen Sprachfamilie. Die meisten Quellen geben an, dass die letzte Sprecherin des Akkalasamischen 2003 verstorben sein soll, 2011 wurde jedoch über noch mindestens zwei lebende samische Personen mit passiven akkalasamischen Sprachkenntnissen berichtet.
Traditionell wohnten die Angehörigen der akkalasamischen Sprachengruppe im Südwesten der heutigen Oblast Murmansk in Russland und Akkalasamisch wurde vor allem in der Gegend um die Ortschaften Ahkel' und Jona südwestlich der Halbinsel Kola gesprochen. Sprachlich liegt Akkalasamisch zwischen dem Kildin- und Skoltsamischen.